# N'ketia Seedo
N'ketia Seedo (Paramaribo, 7 juni 2003) is een Nederlandse atlete, die zich heeft toegelegd op de sprintafstanden. Reeds als veertienjarige junior was zij veel sneller dan haar leeftijdsgenootjes en twee jaar later veroverde zij al haar eerste, bronzen, medaille op een nationaal indoorkampioenschap. Sindsdien heeft zij bij de senioren drie nationale indoortitels en één outdoortitel veroverd en is zij sinds 2022 op de 4 × 100 m estafette de startloopster van het Nederlandse team op de grote internationale toernooien. Haar eerste individuele titel op een internationaal toernooi veroverde zij op de Europese kampioenschappen U23 in Espoo in 2023, waar zij de 100 m won.

## Kampioenschappen

### Internationale kampioenschappen
| Onderdeel | Titel                  | Jaar |
| --------- | ---------------------- | ---- |
| 100 m     | Europees kampioene U23 | 2023 |

### Nederlandse kampioenschappen
Outdoor
| Onderdeel | Jaar |
| --------- | ---- |
| 100 m     | 2023 |

Indoor
| Onderdeel | Jaar             |
| --------- | ---------------- |
| 60 m      | 2020, 2022, 2023 |

## Persoonlijke records
Outdoor
| Onderdeel | Prestatie | Wind (m/s) | Datum            | Plaats    |
| --------- | --------- | ---------- | ---------------- | --------- |
| 100 m     | 11,11 s   | -0,4       | 20 augustus 2023 | Boedapest |
| 200 m     | 23,44 s   | +0,2       | 27 mei 2023      | Oordegem  |

Indoor
| Onderdeel | Prestatie | Datum           | Plaats     |
| --------- | --------- | --------------- | ---------- |
| 60 m s    | 7,15      | 4 februari 2024 | Düsseldorf |

## Palmares

### 60 m
- 2019:  NK indoor – 7,27 s
- 2020:  NK indoor – 7,24 s
- 2022:  NK indoor – 7,25 s
- 2023:  NK indoor – 7,18 s
- 2023: 5e in ½ fin. EK indoor – 7,32 s (in serie 7,37 s)
- 2024:  NK indoor – 7,20 s
- 2024: 7e in ½ fin. WK indoor – 7,29 s (in serie 7,24 s)

### 100 m
- 2019:  EK U20 in Borås – 11,40 s
- 2019:  NK – 11,61 s (-0,9 m/s)
- 2021:  Ter Specke Bokaal - 12,08 s (+0,4 m/s)
- 2022: 5e NK – 11,41 s (-0,1 m/s)
- 2022:  WK U20 in Cali – 11,15 s
- 2023: 5e FBK Games – 11,22 s (-0,1 m/s)
- 2023:  EK voor landenteams in Chorzów – 11,24 s
- 2023:  EK U23 in Espoo – 11,22 s
- 2023:  NK – 11,21 s (-0,6 m/s)

### 4 × 100 m
- 2019:  EK U20 in Borås – 44,21 s
- 2022: 5e EK – 43,03 s
- 2023:  EK voor landenteams – 42,61 s
- 2024: 6e World Athletics Relays - 43,07 s (in serie 42,88 s)

Diamond League-resultaten
- 2023:  Weltklasse Zürich – 42,86 s
- 2023:  London Grand Prix – 42,38 s